# Fiestas de El Salvador
Las Fiestas de El Salvador son las fiestas mayores de La Roda (Albacete, España), que se celebran anualmente del 29 de julio al 6 de agosto en honor a su patrón El Salvador.
El tradicional desfile inaugural da el pistoletazo de salida a las fiestas, que incluyen numerosas actividades: toros, vaquillas, conciertos musicales, representaciones teatrales, festivales folclóricos, gala literaria, batalla floral, verbenas, traca, competiciones deportivas... 
La cabalgata de fin de fiestas despide con sus carrozas la celebración hasta el año siguiente. El acto de presentación de la reina y damas de honor de las fiestas mayores tiene lugar durante la Semana Joven anterior al inicio oficial de la festividad.